# Jeanne de Cambry
Jeanne de Cambry (Douai, 15 november 1581 – Rijsel, 19 juli 1639), ook bekend onder haar religieuze naam Jeanne-Marie de la Présentation, was een religieuze van de augustijnenorde, kluizenares en schrijfster van ascetische boeken in de Spaanse Nederlanden.

## Leven
Jeanne de Cambry was de dochter van Michel de Cambry, heer van Moranghes en onder meer eerste raadsheer van de stad Doornik, en van Louise de Guyon, dochter van Féry de Guyon. De jurist Pierre de Cambry, kanunnik in Doornik en Ronse, was haar broer.
Op tienjarige leeftijd kreeg Jeanne haar eerste visioenen waarin God, de Maagd Maria en de heilige Johannes voorkwamen.
In 1604 trad ze in bij de augustinessen van Prés-Porchins in Doornik, waar ze het volgende jaar haar professie deed. In 1619 nam ze haar intrek in het klooster Onze-Lieve-Vrouw van Sion in Doornik. In 1621 benoemde de bisschop Villain van Doornik haar tot priores van het Sint-Jorishospitaal in Menen met de opdracht om deze instelling te hervormen.
In deze jaren ontwikkelde Jeanne haar plannen voor de oprichting van een nieuwe orde met een strengere regel dan die van de augustinessen. In 1623 volgde de stichting van de Dames of Filles de la Présentation de la Vierge Marie, ook bekend als de Filles de la Compagnie de la Vierge Marie.
Jeanne besliste in 1625 om als kluizenares te gaan leven nabij de Sint-Andreaskerk in Rijsel. In haar kluis schreef ze boeken en brieven met spiritueel advies, bad ze voor de zieken en ontving ze bezoekers. Ze overleed in Rijsel op 19 juli 1639. Haar leven werd later opgetekend en gepubliceerd door haar broer Pierre, onder meer op basis van de briefwisseling met haar biechtvaders.
In 1784 werd haar lichaam, begraven in de Sint-Andreaskerk, opgegraven en het volgende jaar bijgezet in de dominicanenkerk in Rijsel.

## Werken
Jeanne de Cambry is een van de weinige 17de-eeuwse vrouwen uit de Spaanse Nederlanden van wie religieuze teksten werden gedrukt. Ze begon te schrijven tijdens haar novitiaat, geïnspireerd door haar eigen mystieke ervaringen, visioenen en extases. Haar latere werken schreef ze vanuit haar kluis in Rijsel.
Jeanne de Cambry liet zich inspireren door onder meer Augustinus, de heilige Bernardus, Jan van Ruusbroec, Catharina van Siena, Teresa van Avila en de heilige Birgitta.
Tijdens haar leven werden al drie werken van Jeanne uitgegeven in haar thuisstad Doornik. Haar vader Michel en broer Pierre droegen ze op aan hoogwaardigheidsbekleders zoals aartshertogin Isabella en de gouverneur van Doornik.
In 1655 en 1656 publiceerde Pierre de Cambry postuum vier niet eerder gedrukte teksten van zijn zus. Hij nam in 1659 ook het initiatief voor de uitgave van het levensverhaal van Jeanne de Cambry en stelde in 1665 een editie met vijf teksten van haar samen onder de titel Les Œuvres spirituelles de sœur Jenne Marie de la Présentation.

### Gepubliceerde werken
- Petit exercice pour pouvoir acquerir l'amour de Dieu (Tournai: Adrien Quinqué, 1620).
- Anterologie ou traicté de la ruine de l'amour propre et du bastiment de l'amour divin (Tournai: Adrien Quinqué, 1623).
- Traicté de la ruine de l’amour propre et du batiment de l’amour divin (Tournai: Adrien Quinqué, 1627).
- Le flambeau mystique ou adresse des ames pieuses es secrets et cachez sentiers de la vie intérieure (Tournai: Adrien Quinqué, 1631).
- Traité de la reforme des abus du mariage (Tournai: veuve Adrien Quinqué, 1655).
- Lamentation funèbre de l'ame captive dans son corps mortel (Tournai: veuve Adrien Quinqué, 1656).
- Petit exercice pour pouvoir acquérir l'amour de Dieu (Tournai: veuve Adrien Quinqué, 1656).
- Traité de l'excellence de la solitude (Tournai: veuve Adrien Quinqué, 1656).
- Traité de la reforme des abus du mariage (Tournai: veuve Adrien Quinqué, 1656).
- Les Œuvres spirituelles de sœur Ienne Marie de la Presentation (Tournai: veuve Adrien Quinqué, 1665).